# Де Альвеар и Понсе де Леон, Диего
Диего Эстанислао де Альвеар и Понсе де Леон (исп. Diego Estanislao de Alvear y Ponce de León
; 13 ноября 1749, Монтилья, Королевство Кордова — 15 января 1830, Мадрид) — испанский военачальник и политик.

## Биография

### Происхождение
Родился 13 ноября 1749 года в городе Монтилья в Кордове. Третий сын Сантьяго Марии де Альвеара и Моралеса (1725—1799) и Марии Эсколастики Фернандес
Карнеро Понсе де Леон (1729—1804), дочери мэра Монтильи Луиса Понсе де Леона. Он принадлежал к богатой испанской семье: его дед, Диего де Альвеар-и-Эскалера, был основателем в 1729 году виноделен Альвеар-де-Монтилья, а через свою матеь из рода Понсе-де-Леон он происходил от Родриго Понсе де Леона (1443—1492), дворянина испанского происхождения. Отец аргентинского политика Карлоса Марии де Альвеара, дед другого аргентинского политика Торкуато де Альвеара и прадед Марсело Торкуато де Альвеара, президента Аргентины с 1922 по 1928 год.

### Политическая и военная карьера в колониях

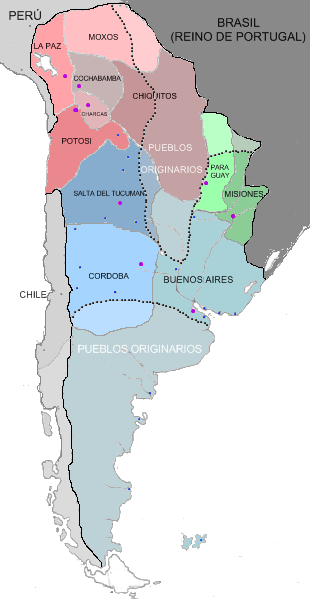
Вице-королевство Рио-де-ла-Плата в 1783 году. Юрисдикция над западной Патагонией до Магелланова пролива и побережья Атакамы в Тихом океане, которую чилийские историки считали принадлежащей Генерал-капитанству Чили.

Он учился в иезуитских школах, сначала в Монтилье, а затем в Гранаде, до изгнания иезуитов в 1767 году. После поступления на испанский флот в качестве гардемарина (1770 год), он прибыл в Рио-де-ла-Плата в 1774 году и участвовал в «войне Сакраменто» (также известной как «Экспедиция Себальоса» 1776—1777 годов). Его название происходит от колониального конфликта между Испанией и Португалией за контроль над Колонией-дель-Сакраменто на территории современного Уругвая, где испанскими войсками командовал Педро де Себальос. После благоприятного для испанских интересов разрешения конфликта Карл III создал вице-королевство Рио-де-ла-Плата и назначил генерала Педро де Себальоса вице-королем.
Именно в этом новом вице-королевстве Диего де Альвеар и Понсе де Леон прожил почти тридцать лет. Он продолжил свою восходящую военную карьеру, достигнув звания генерала, и в 1781 году женился на Марии Хосефе Эулалии Бальбастро Давиле (1759—1804), от которой у него было тринадцать детей.
Дети от первого брака:
- Бенито Мануэль Диего де Альвеар Бальбастро (1784—1800)
- Мануэла Норберта де Альвеар Бальбастро (1786—1804)
- Диего Эстанислао де Альвеар Бальбастро (род. 1788)
- Карлос Антонио Габино дель Санто Анхель де Альвеар Бальбастро (1789—1852)
- Сакариас де Альвеар Бальбастро (1790—1804)
- Исидро Хосе де Альвеар Бальбастро (род. 1792)
- Франсиско Солано де Альвеар Бальбастро (1794—1804)
- Ильдефонсо де Альвеар Бальбастро (1795—1804)
- Мария Тереза де Альвеар Бальбастро (род. 1796)
- Мария Хосефа де Альвеар Бальбастро (1797—1804)
- Мария Бернарда де Альвеар Бальбастро (1799—1804)
- Франсиско де Борха де Альвеар Бальбастро (1800—1804)
- Хулиана де Альвеар Бальбастро (1803—1804).

Среди работ этого периода его жизни была работа по определению границы между испанскими и португальскими территориями. Это было начинание, начатое королем Карлом III, в котором смешивались политические цели и военные идеалы. После вышеупомянутого колониального конфликта оба королевства решили четко обозначить границы своих колониальных владений. Карл III приказал, чтобы для выполнения этой задачи они разделили границу на пять участков, которые будут изучаться по отдельности. Диего де Альвеар получил задание по изучению одного из этих участков, который охватывал районы вокруг рек Парана и Парагвай. Здесь он провел 18 лет (1782—1800), занимаясь топографией, ботаническими исследованиями и подготовкой отчетов о народах тупи и гуарани.

### Битва у мыса Санта-Мария

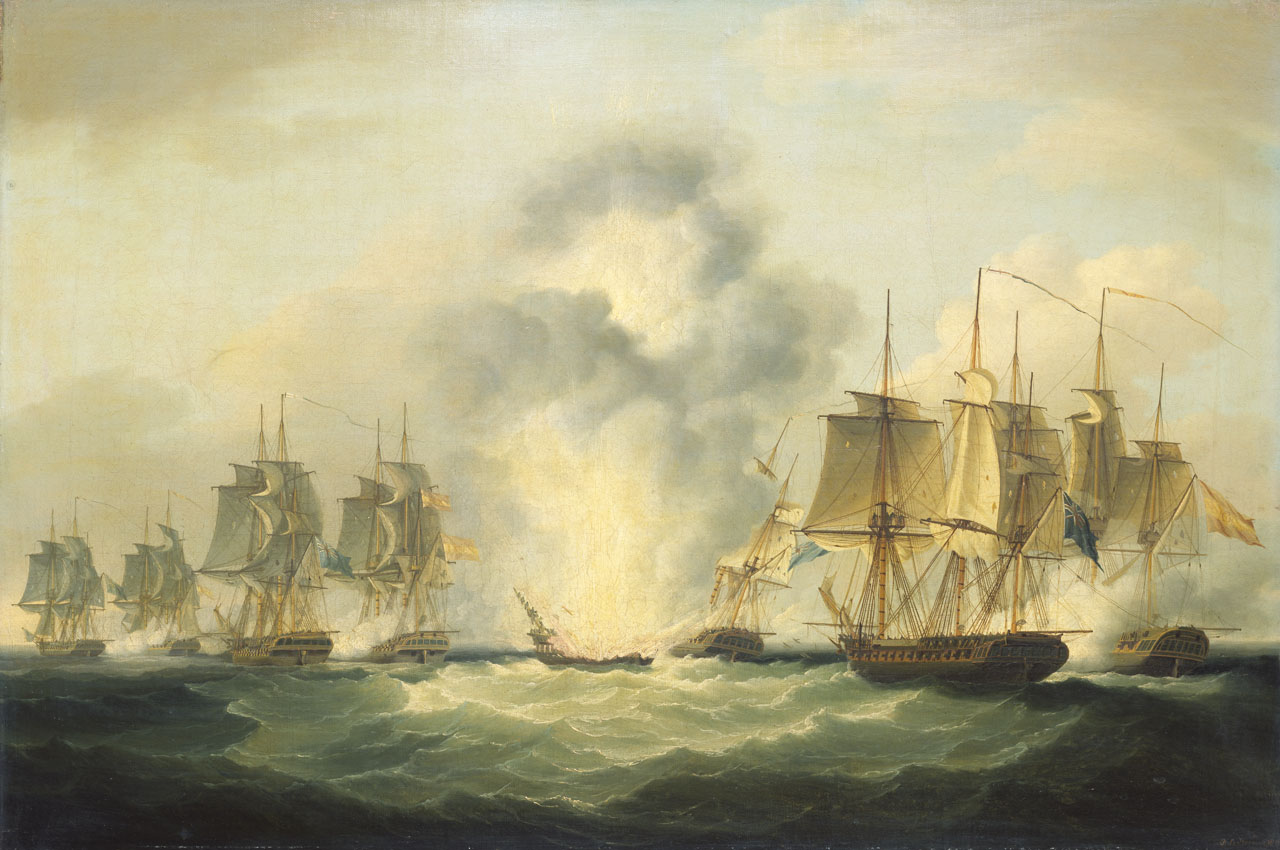
Флотилия Бустаманте перехвачена четырьмя британскими фрегатами под командованием Мура. Амфион достигает Мерседеса (Фрэнсис Сарториус)

7 августа 1804 года Диего де Альвеар, уже генерал, отплыл из Монтевидео в Испанию на фрегате «Nuestra Senora de las Mercedes», взяв с собой богатства, накопленные за многие годы службы в районе Рио-де-ла-Плата, а также жену и детей. Флотилия, направлявшаяся в Кадис, состояла из четырех фрегатов под командованием Хосе де Бустаманте-и-Герра.
5 октября 1804 года, недалеко от португальского побережья Алгарви, испанские корабли были встречены флотилией Великобритании, причем британский командующий Грэм Мур потребовал, чтобы испанская флотилия проследовала в контролируемый британцами порт для проверки. Диего Альвеар и его сын Карлос Мария были вызваны на флагманский корабль Medea, чтобы служить переводчиками, поскольку они говорили по-английски. Встреча вскоре переросла в битву, и карронада Королевского флота вскоре попала в «Mercedes», который затонул, унося с собой богатства дона Диего и жизнь его жены и детей. Единственным выжившим сыном был Карлос Мария, который был с ним. Два месяца спустя, в декабре 1804 года, Испания объявила войну Великобритании.

### Второй брак и возвращение в Испанию
После затопления «Мерседеса» флотилия была захвачена и отплыла в Англию, где Диего де Альвеар был взят в плен, но с почестями и привилегиями. Трагическая потеря семьи не осталась незамеченной британцами до такой степени, что британское правительство решило возместить дону Диего часть его экономических потерь из-за затопления «Мерседеса».
Во время своего плена он встретил, идя на мессу, молодую ирландку Луизу Ребекку Уорд (род. 1789), на которой он позже женился и у них было семь детей. В декабре 1805 года он вернулся в Испанию и в 1806 году прибыл в Мадрид. Как уже говорилось, Диего де Альвеар женился на Луизе 20 января 1807 года в Монтилье (Кордова, Испания).
Дети от второго брака:
- Диего Франсиско де Альвеар Уорд (1808—1851)
- Каталина Эмилия де Сан-Эрменегильдо де Альвеар Уорд (1809—1894)
- Томас Хосе Сатурнино де Альвеар Уорд (1811—1868)
- Энрике Хосе Грегорио де Альвеар Уорд (род. 1813)
- Сабина де Альвеар Уорд (1815—1906)
- Полковник Франсиско Солано де Альвеар Уорд (1817—1896)
- Кандида Эсхоластика де Альвеар Уорд (1823—1900).

### Война за независимость Испании и оборона Кадиса
В августе 1807 года Диего де Альвеар был назначен командующим артиллерийскими частями, защищавшими город Кадис, где он отличился, защищая город от французских войск, вторгшихся в Испанию в 1808 году.
Диего де Альвеар организовал оборону города, и одним из его первых успехов стало принуждение французской флотилии Росийи, интернированной в заливе Кадиса до тех пор (поскольку еще полтора месяца назад Франция была союзником), к капитуляции в июне 1808 года. Другой важной задачей стала реорганизация ополчения Кадиса, корпуса из двух тысяч добровольцев, названного «Выдающиеся добровольцы Кадиса».
В марте 1810 года Диего де Альвеар был назначен военным губернатором острова Леон (сегодня Сан-Фернандо), а его успехи в обороне Кадиса принесли ему награду Орден Святого Херменегильдо. Писатель Хосе де Эспронседа позже посвятил ему стихотворение: «Дону Диего де Альвеару».

### Правление Фердинанда VII
После Войны за независимость Диего де Альвеар запросил разрешение на поездку в Англию. Просьба была удовлетворена, и он жил в Великобритании с 1814 по 1817 год. По возвращении в 1817 году он жил затворником в Монтилье, занимаясь семейным винодельческим бизнесом, хотя политические события в стране заставили его снова активно участвовать. В 1820 году Испания учредила «Либеральное трёхлетие», а в 1821 году ряд движений военных сил, расквартированных в Кордове, попытались восстановить абсолютистскую власть. Диего де Альвеар выступил против этого и организовал добровольческое ополчение в Монтилье, сопротивлявшееся абсолютистским мятежникам до прибытия подкреплений, которые положили конец движению. В качестве награды за его действия в 1822 году он был назначен командующим ополчения Монтильи, а в 1823 году он вернулся в Кадис.
Восстановление абсолютизма в 1823 году заставило его вернуться в Монтилье, быть задержанным и освобожденным несколько раз и вызвало серьезные экономические потери. Он также терял и восстанавливал свои титулы и почести несколько раз по прихоти короны, пока в 1829 году он, наконец, не вернул себе все свои титулы и почести. Он умер в Мадриде 15 января 1830 года.

### Человек культуры
Диего де Альвеар говорил на нескольких языках: испанском, латыни, английском, французском, итальянском, португальском и немного на тупи и гуарани, изучив два последних во время своей географической работы в колониальном секторе, которым он командовал. Он также обладал большими математическими и астрономическими познаниями, связанными с его военной деятельностью на флоте и в артиллерии армии, а также с работой, которую он проделал, разграничивая границы колониальных владений между Испанией и Португалией в районе Рио-де-ла-Плата.
Он написал несколько книг, в том числе «Descripción de Buenos Aires» («Описания Буэнос-Айреса») и «Demarcación de los territorios de España y Portugal» (демаркация территорий Испании и Португалии).